# 烏姆·庫勒蘇姆
烏姆·庫勒蘇姆（阿拉伯语：‎，1904年5月4日—1975年2月3日），原名法蒂玛·易卜拉欣·赛义德·贝尔塔吉（‎），埃及女歌手，音乐家和演员，主要活躍在1920年代到1970年代。庫勒蘇姆享有東方之星（‎）的美誉。
她是阿拉伯世界最知名的歌手之一，她的特色是其音域以及獨特的風格。她在全世界售出的專輯超過八千萬張，在中東歌手專輯銷量中的前幾名。烏姆·庫勒蘇姆在埃及視為是民族代表人物，人們從她的歌聲裏聽到了自己的故事，稱之為“人民藝術家”，也被稱為是「埃及之聲」及「埃及第四座金字塔」。

## 生平
烏姆·庫勒蘇姆出生于代盖赫利耶省的泰迈-泽海雷（Tamay-az-Zahayra），具体出生日期不详，可能是在5月4日。她年轻的时候就显露出了超常的歌唱天赋。12岁的时候，他父亲将她装扮成男孩，让她跟着自己的小巡回剧团去演出。四年后，她被小有名气的歌手阿布·阿拉·穆罕默德（Abou El Ala Mohamed）和著名鲁特琴演奏家扎卡里亚·艾哈迈德发现。她被邀请去开罗同他们一起演出。但乌姆到23岁才应允了邀请。在开罗她仍然装扮成男孩在几个小剧院演出。她小心避开社交圈，也不涉及艺术界的生活方式。
差不多在那个时候，庫勒蘇姆遇到了两个很重要的人。首先是诗人艾哈迈德·拉米，后来为她写了137首歌。他还带她进入了法语文学殿堂，因为他曾经在巴黎索邦大学就读。另一个是鲁特琴音乐评论家穆罕默德·凯塞布吉，他介绍庫勒蘇姆到阿拉伯戏剧宫去演出，在此庫勒蘇姆获得第一次巨大的成功。1932年，她开始在大马士革，巴格达，贝鲁特和的黎波里巡回演出。1948年，後來成為埃及总统的纳赛尔会见了她，纳赛尔毫不掩饰自己对她的敬仰，很快就让全埃及人民爱上了她。事实上，这种爱是相互的，因为庫勒蘇姆也是一个很爱国的人。
同时，庫勒蘇姆也曾涉足表演界，但很快就放弃了，因为演出缺乏同受众的个人和情感的交流。1953年，庫勒蘇姆與哈桑·哈夫瑙伊（Hassen El Hafnaoui）结婚。婚后继续从事演唱。1967年，法国总统夏尔·戴高乐曾经电报向她致意。但是不久以后她即被确诊患了肾炎。
庫勒蘇姆在尼罗河广场举行了最后一场演唱会。但医疗结果确定她的病无法手术治疗。她搬到了美国，在那里得到了较好的治疗。但1975年，当她重返祖国的时候，健康状况已经不得不住院了。2月3日，庫勒蘇姆因為腎衰竭，病逝于开罗。

## 藝術成就
烏姆·庫勒蘇姆是阿拉伯音樂史上偉大的歌手，不但影響了許多阿拉伯世界的音樂人，更影響阿拉伯世界以外的音樂人。鲍勃·迪伦曾稱讚受烏姆·庫勒蘇姆的音樂、瑪麗亞·卡拉絲、瑪麗·拉福萊、博诺、罗伯特·普兰特等人也都是她音樂的崇拜者。塞内加尔音樂家尤蘇·恩多爾在童年時就是烏姆·庫勒蘇姆的樂迷，在2004年和埃及交響樂團錄製了《Egypt》專輯，向庫勒蘇姆的音樂致警敬。《Enta Omri》是烏姆·庫勒蘇姆的著名作品，已被多次的翻唱及重新詮釋。
女高音歌唱家瑪麗亞·卡拉絲曾認為烏姆·庫勒蘇姆的聲音是「無與倫比的聲音」。她的專輯都是現場錄製的，因此很難準確的量測其聲部峰值。就算是在今日，烏姆·庫勒蘇姆在埃及的年輕人當中仍然是近乎神話的地位。埃及政府在2001年開放了東方之星（Kawkab al-Sharq）博物館以記念她。博物館在開羅曼斯特利宮的亭中，收藏品包括許烏姆·庫勒蘇姆的個人物品，包括招牌標誌的太陽眼鏡和圍巾，也有照片、錄音以及其他資料。

## 唱片专辑
- Amal Hayati - Sono
- Enta Omri - Sono
- Fat el Mead - Sono Cairo（英语：Sono Cairo）
- Hagartek - EMI
- Retrospective (重温) - Artists Arabes Associes
- The Classics (经典) - CD, EMI Arabia, 2001年
- La Diva (歌后) - CD, EMI arabia, 1998年
- La Diva II - CD, EMI Arabia, 1998年
- La Diva III - CD, EMI Arabia, 1998年
- La Diva IV - CD, EMI Arabia, 1998年
- La Diva V - CD, EMI Arabia, 1998年

## 外部連結
- Om Koultoum在互联网电影资料库（IMDb）上的資料（英文）
- The Star of the East at Østfold College, Halden, Norway （页面存档备份，存于） from almashriq.hiof.no